# کولبی کاوینگتون
کولبی کاوینگتون (انگلیسی: Colby Covington؛ زادهٔ ۲۲ فوریهٔ ۱۹۸۸) ورزشکار هنرهای رزمی ترکیبی اهل ایالات متحده آمریکا است. او هم‌اکنون در دسته ولتروزن سازمان یواف‌سی مبارزه می‌کند.
کاوینگتون یک رزمی‌کار ترکیبی حرفه‌ای آمریکایی است. او در حال حاضر در بخش میان‌وزن مسابقات قهرمانی مبارزه نهایی (سازمان یواف‌سی) رقابت می‌کند، جایی که او قهرمان موقت میان‌وزن سابق یواف‌سی است. تا ۱۷ دسامبر ۲۰۲۴، او در رتبه‌بندی میان‌وزن یواف‌سی در رتبه ۹ قرار دارد.